# Almicantarat

La sphère céleste avec l'almicantarat d'un astre en rouge, et l'horizon en vert.

En astronomie, un almicantarat, aussi connu comme un cercle de hauteur ou un parallèle de hauteur, est un petit cercle de la sphère céleste. Reliant les points de même hauteur, il est parallèle au plan de l'horizon, et est perpendiculaire à la verticale qui joint le zénith au nadir.
L'almicantarat d'un astre est celui qui passe par l'astre observé. Le cercle parhélique est l'almicantarat du Soleil. Le cercle subparhélique est celui du point antisolaire, qui est le point antipodal du point solaire.

## Instrument
L'almicantarat désigne aussi les cercles utilisés dans le tympan d'un astrolabe pour déterminer l'heure solaire.

## Logiciel
Almicantarat est également le nom d'un logiciel gratuit de calcul astronomique.